# Eucalipto Azul del Parque del Retiro
El Eucalipto Azul del Parque del Retiro (Eucaliptus globulus) es un árbol situado en el norte del Parque del Retiro de Madrid (España), cerca del Estanque del Buen Retiro. Forma parte de los árboles singulares del Paseo del Prado y el Buen Retiro y es considerado un árbol de significación histórica.

## Descripción
El árbol mide más de 20 metros de altura y tiene una copa de 20 metros de diámetro. El tronco tiene 4 metros con diez centímetros de altura. Tiene hojas gruesas, brillantes y de color verde oscuro. Es un árbol aromático, de flores blancas. Las flores surgen de tallos aplanados en las axilas del árbol y son más abundantes de diciembre a mayo.